# Rosttrögt stål

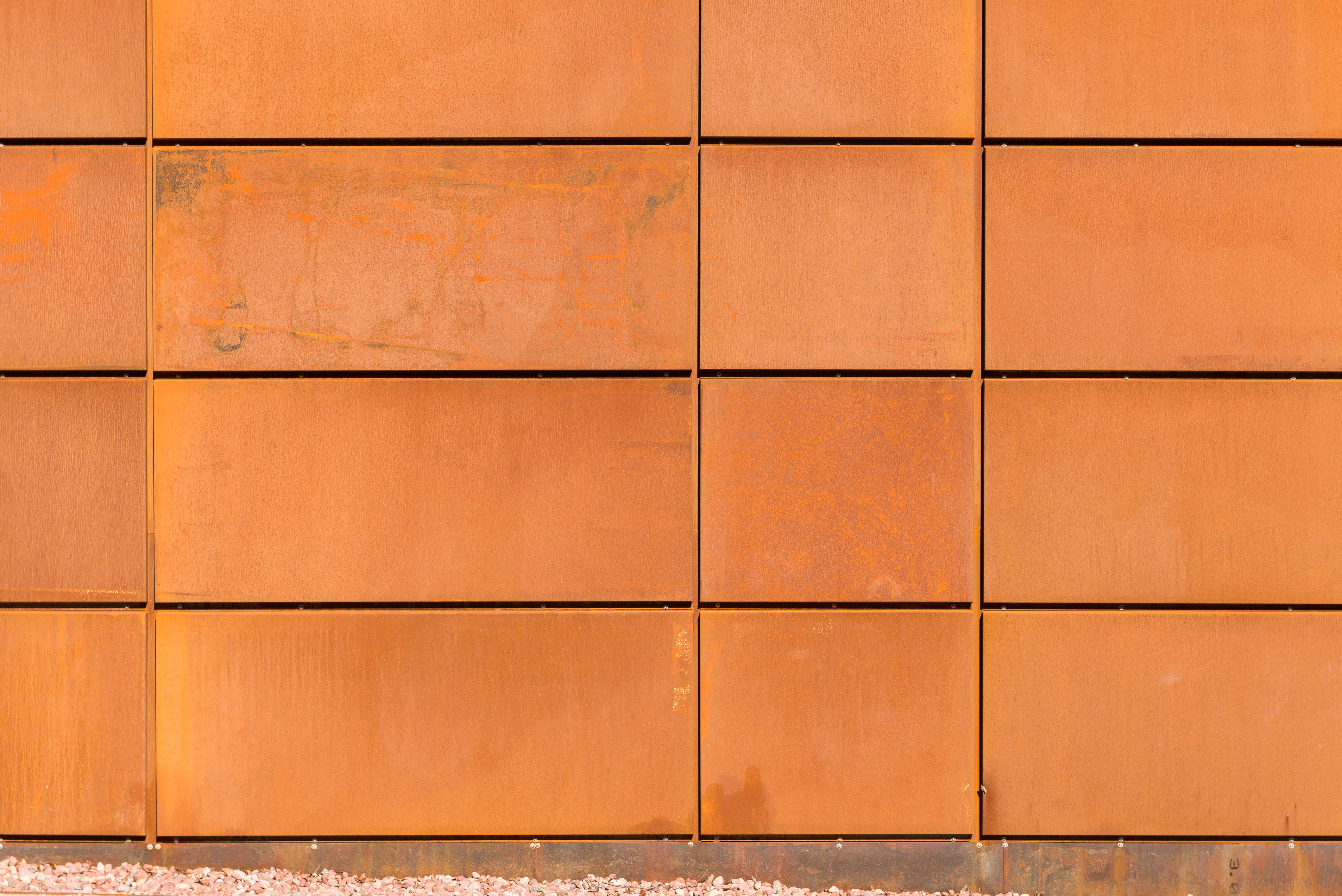
Fasadskivor i cortenstål.

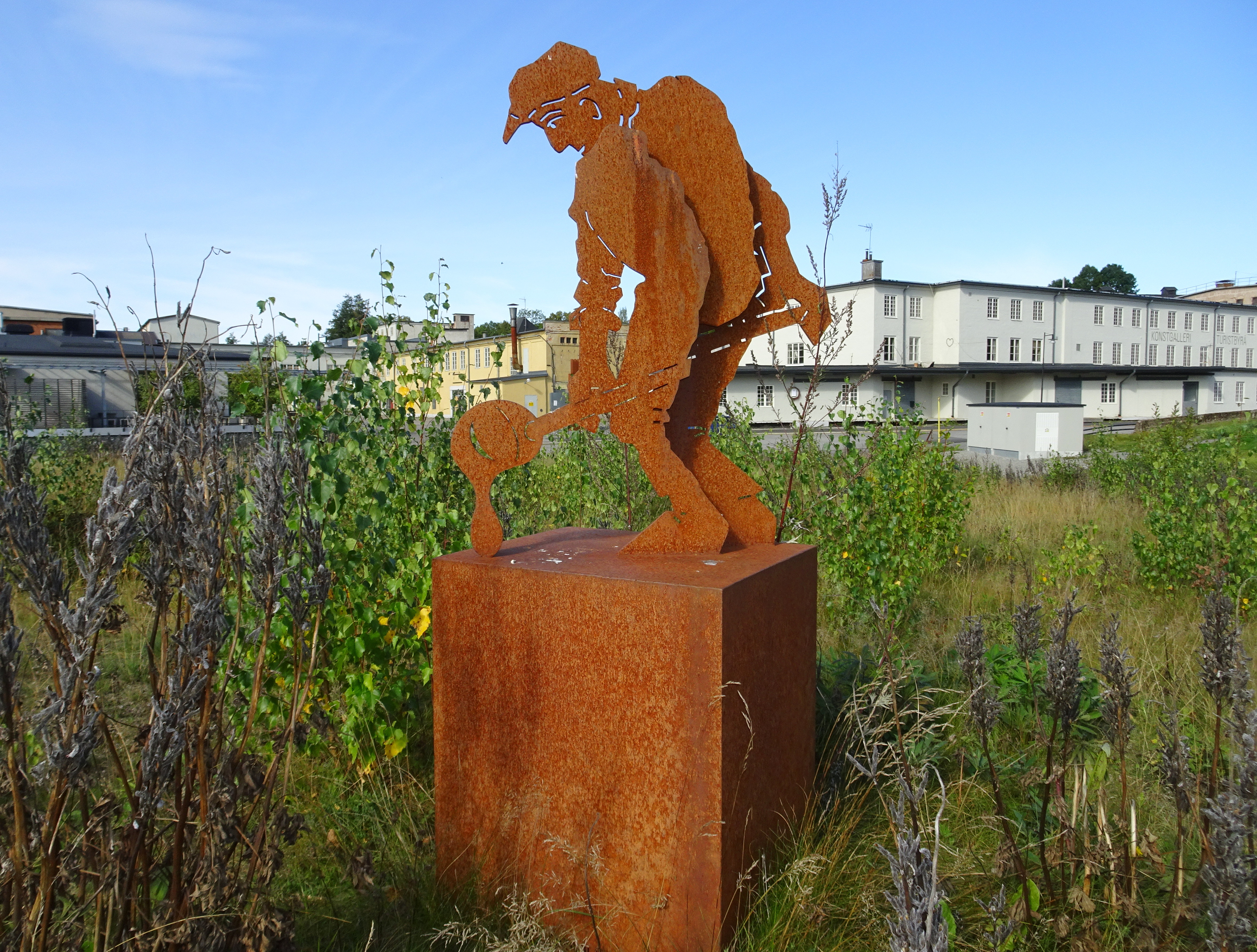
"Gjutaren" i cortenstål, Hälleforsnäs bruk.

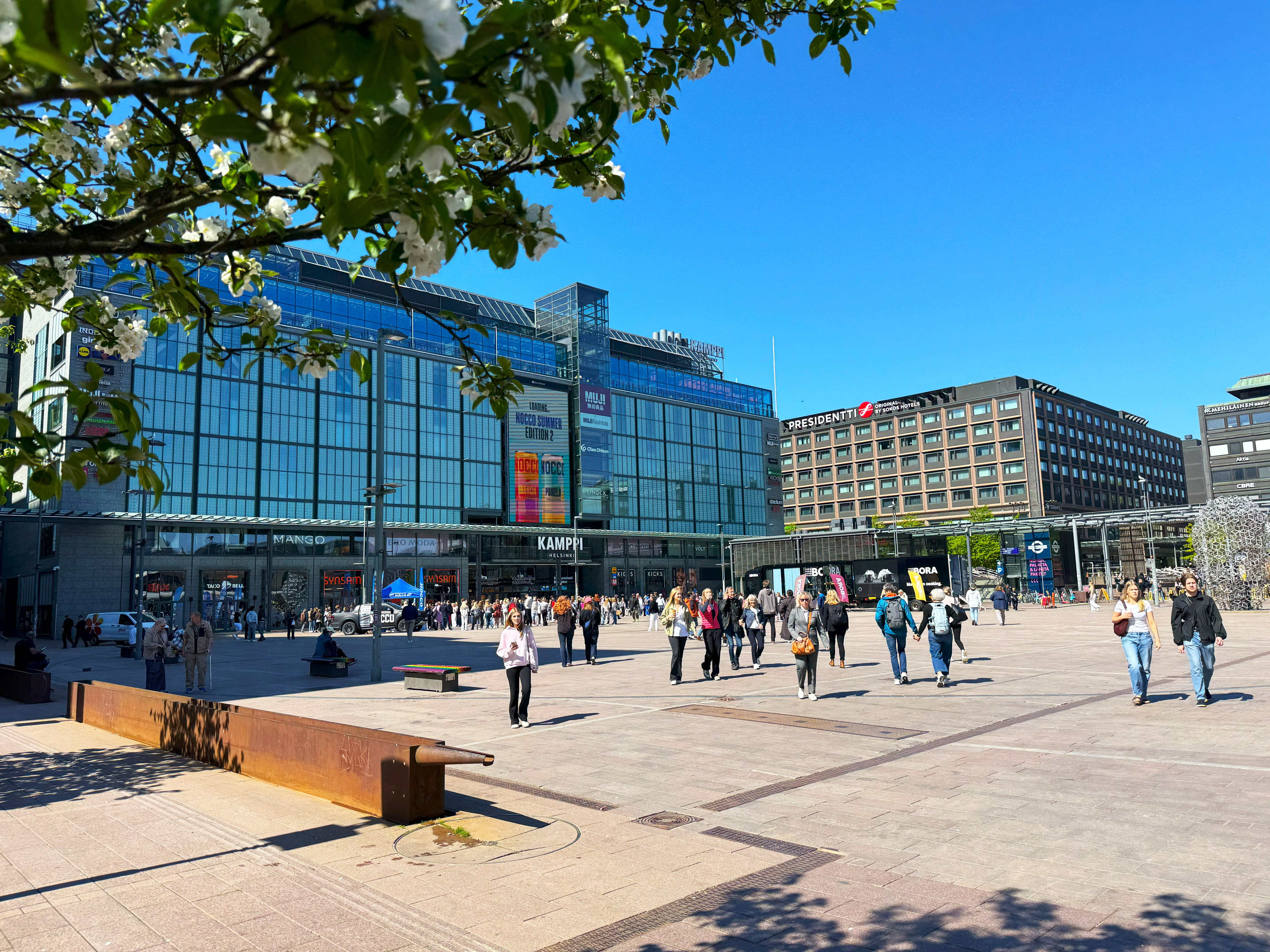
Fontäner i cortenstål på Narinkentorget, mellan Kampens centrum och Kulturkasernen i Helsingfors.

Rosttrögt stål, cortenstål eller corténstål är namn för en grupp stållegeringar, som i första hand använts till värmeledningspannor, plåtkaminer, avgasrör och rökrör (skorstenar). Efter en tids exponering under vissa korrosiva förutsättningar bildas ett jämnt och tätt oxidskikt (patina) på stålytan. Skiktet har god vidhäftning och bromsar fukt att tränga in och orsaka vidare korrosion. Stålet är beständigt mot höga temperaturer och storleksförändrar sig inte lika mycket som vanligt stål vid temperaturförändring. Det rostar dessutom långsammare än vanligt stål. Den största skillnaden i mottagligheten för rostangrepp mellan rosttrögt stål och andra stållegeringar är just i samband med eldstäder.  
Namnet cortenstål är ursprungligen det av United States Steel Corporation ägda varumärke COR-TEN, vilket degenererat. Namnet refererar till två av stålets utmärkande egenskaper, corrosion resistance och tensile strength, alltså korrosionsmotstånd och draghållfasthet. Det används som ett svetsbart konstruktions- och skulpturstål. Sträckgränsen är cirka 340 N/mm2. Cortenstålen har låg halt av krom och koppar vilket gör dem trögrostande. Corten förekommer i två varianter med olika sammansättning:
- Corten A, som har förhöjd fosforhalt, tillhandahålls normalt i dimensioner upp till 13 mm, ibland upp till 75 mm, och
- Corten B, som finns som kallvalsad tunnplåt. Corten B görs i dimensionerna 13 till 100 mm.[1]

Till skillnad från gjutjärn, som också med fördel kan användas nära eldstäder, kan rosttrögt stål levereras i tunna plåtdimensioner, och det kan svetsas och bockas till olika plåtkonstruktioner utan att spricka.
Andra vanliga användningsområden är containrar, husfasader och konstverk, där man vill ha ett stål som visserligen rostar, men som är tillräckligt motståndskraftigt för att inte rosta sönder. Cortenstålet har under 2000-talet också blivit allt populärare inom landskapsarkitekturen som stödkanter till planteringar och liknande, just på grund av sina rostbeständiga egenskaper.
Kännetecknande legeringsämnen för rosttrögt stål är koppar, fosfor, nickel och 1,2 % krom. 

## Galleri

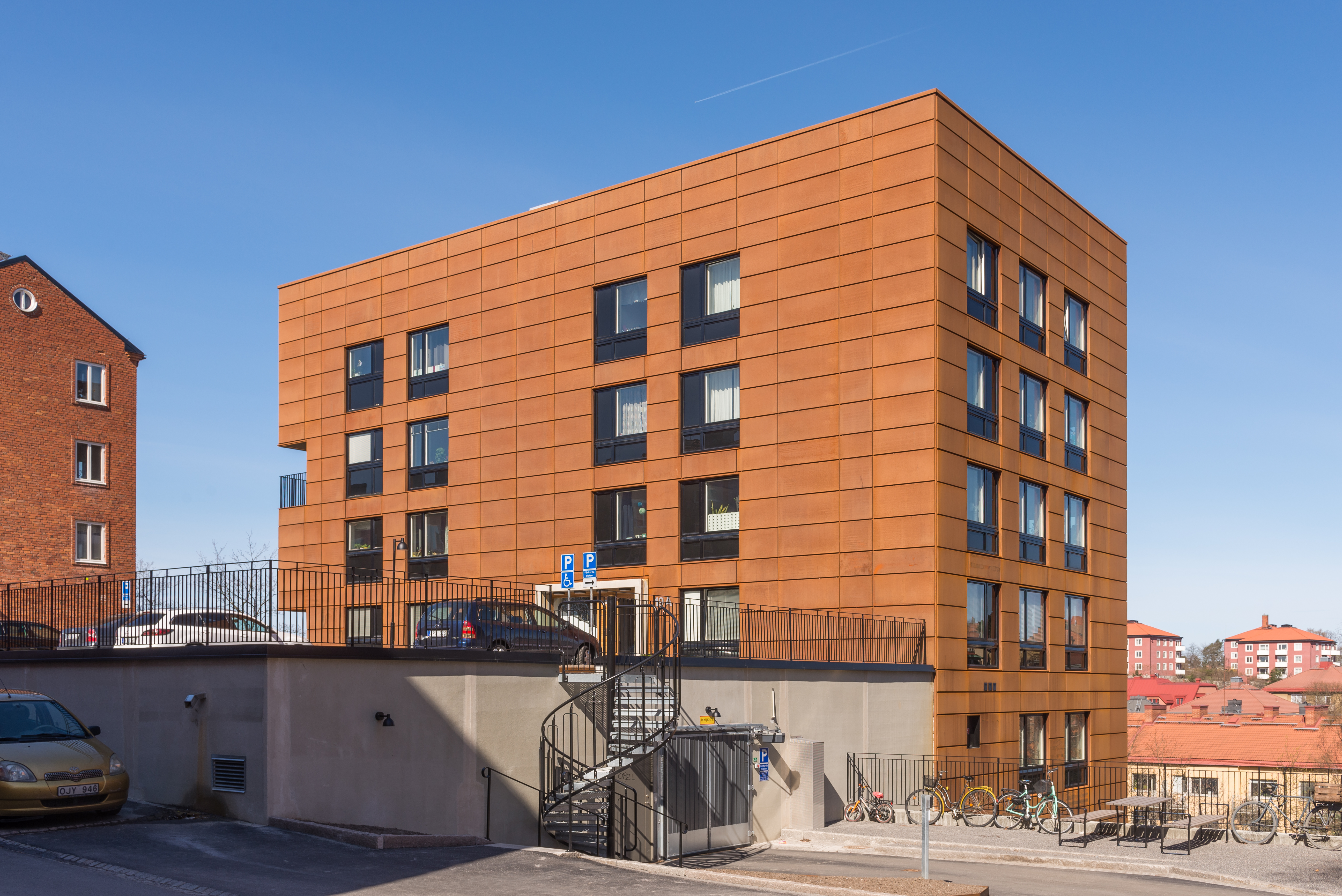
Flerfamiljshus med fasad i cortenstål, Främlingsvägen i Midsommarkransen, södra Stockholm, byggt 2013.
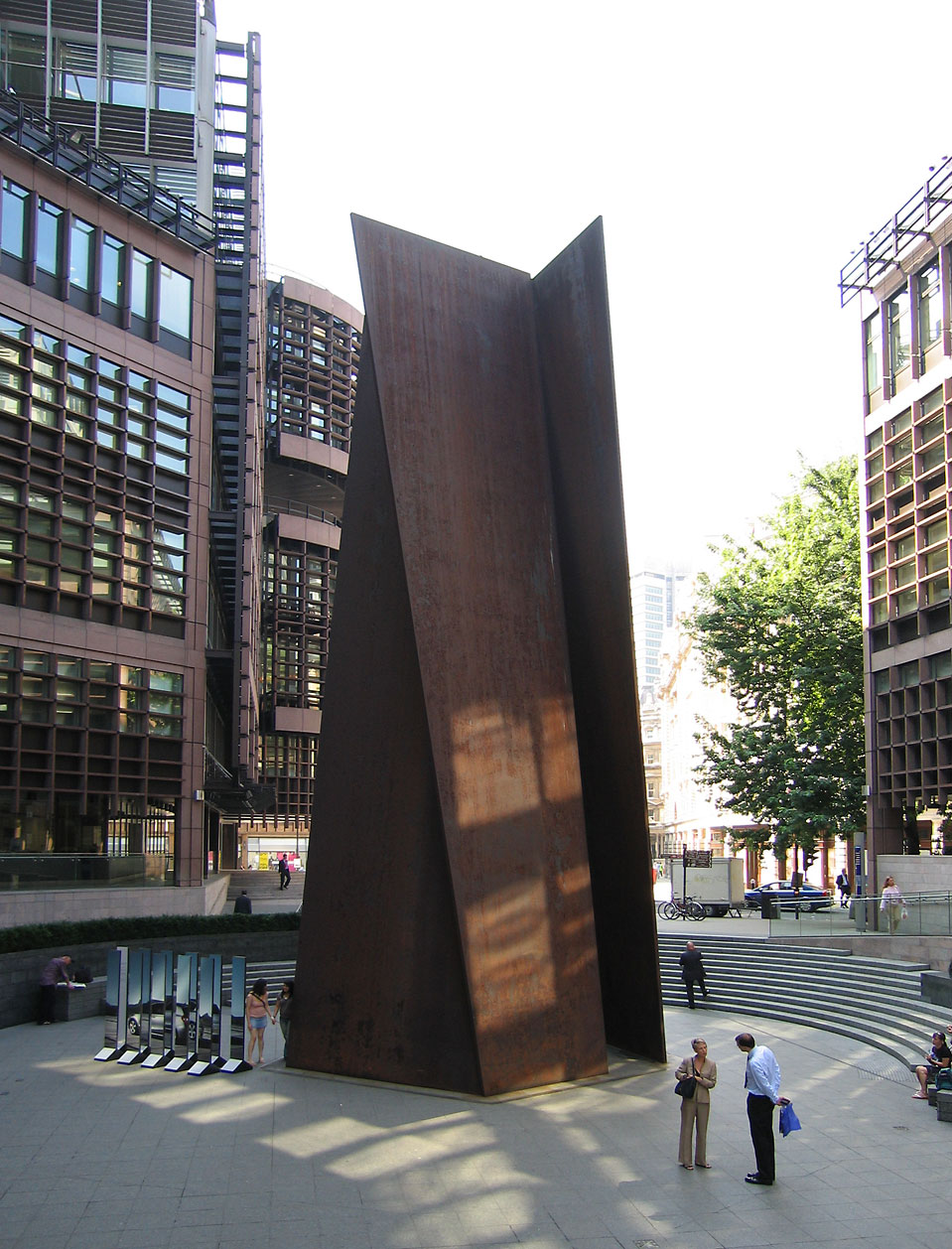
Konstverket Fulcrum från 1987 av Richard Serra i London.
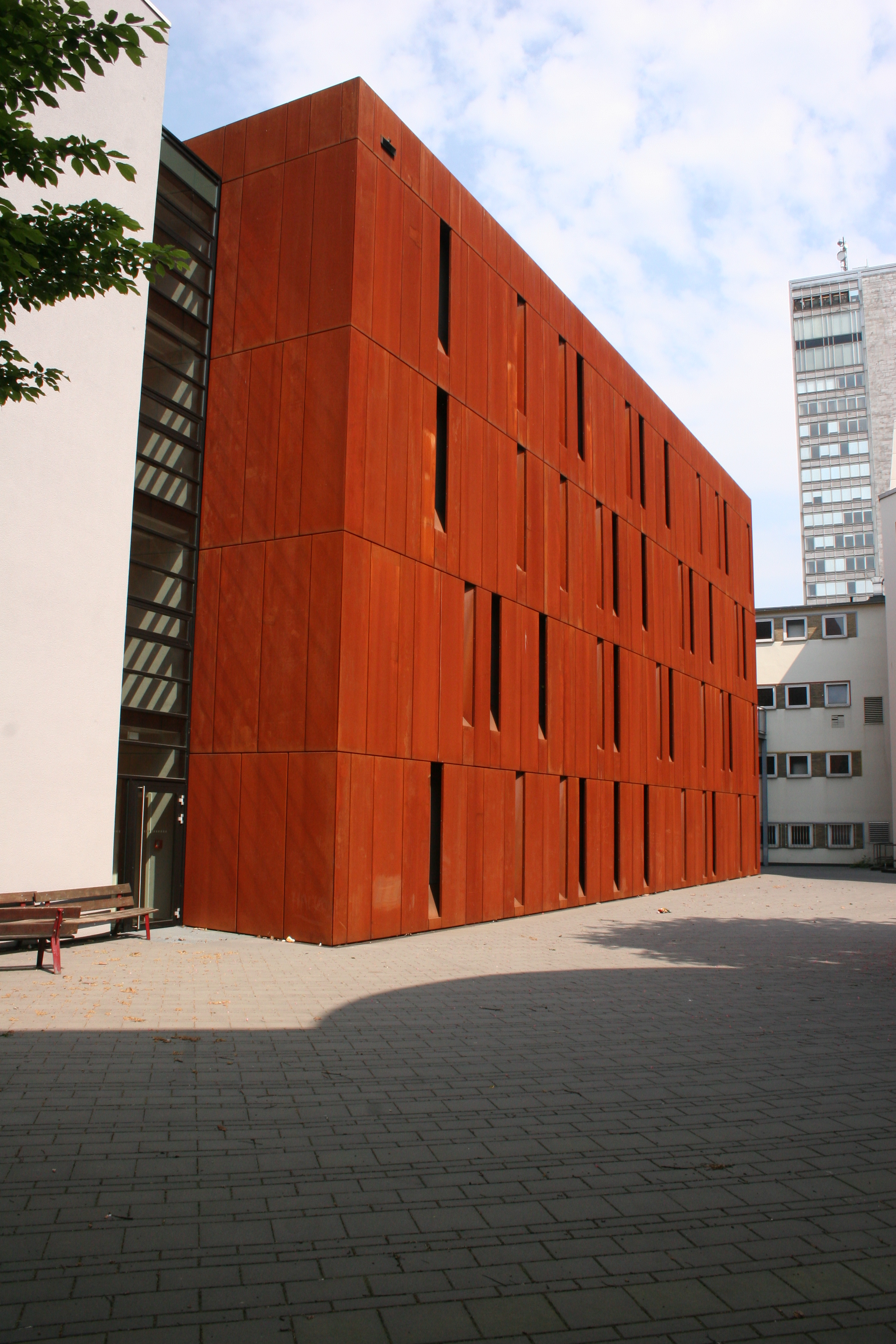
Byggnad i Essen av Cortenstål.
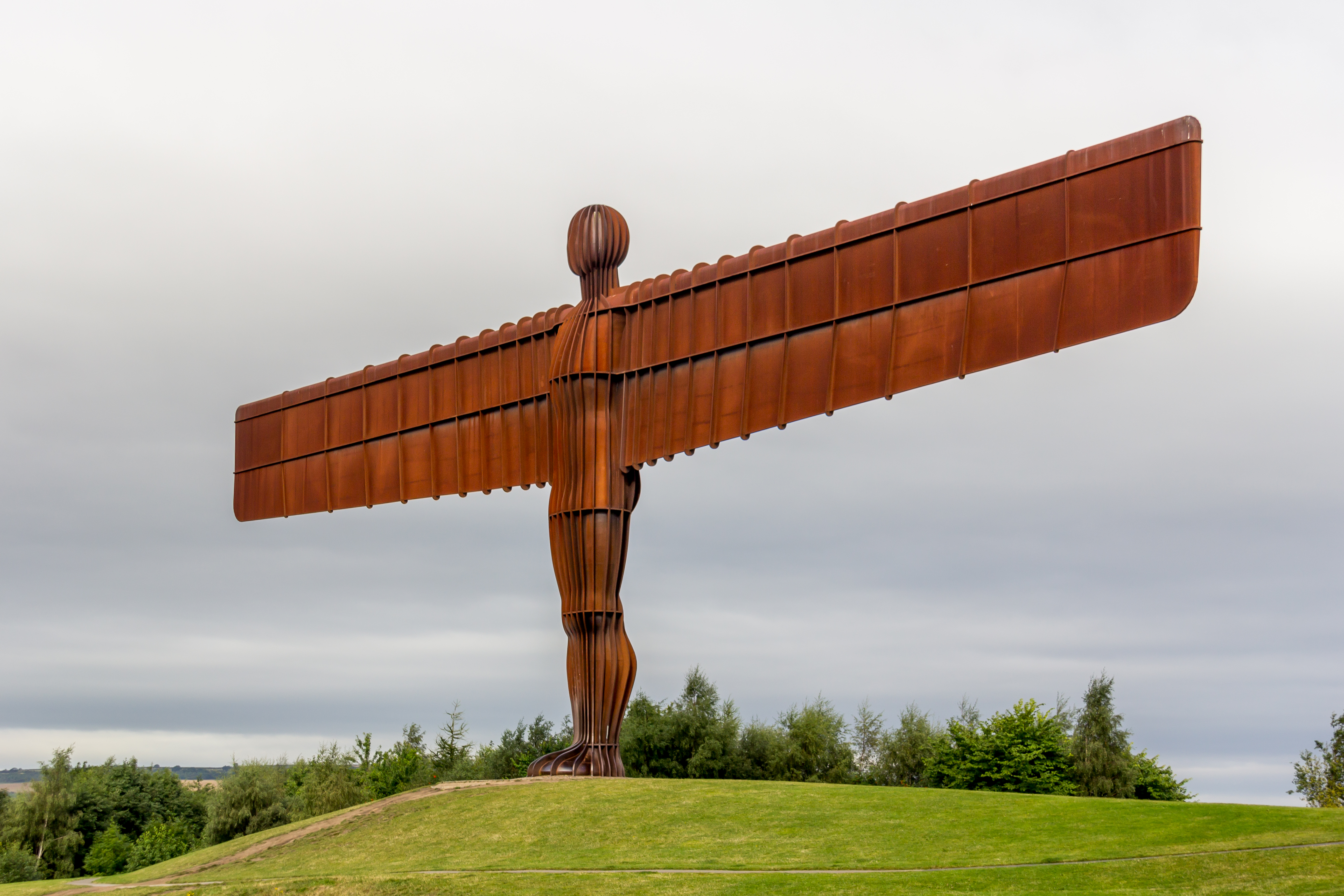
The Angel of the North av Antony Gormley, 1998. Gateshead
Främmande fågel framför universitetet i Alta av Kåre Groven.